# Veer Mahaan
Rinku Singh (Lucknow, 8 de agosto de 1988) es un luchador profesional y beisbolista indio. Es conocido por haber trabajado para la empresa estadounidense WWE, donde se presentó bajo los nombres de Veer y Veer Mahaan.
Como beisbolista ocupó la posición de lanzador en el equipo de los Pittsburgh Pirates. Fue contratado para jugar profesionalmente para ese equipo en 2008 tras haber ganado el concurso Million Dollar Champion, un programa de telerrealidad en que los participantes debían demostrar sus habilidades de lanzamiento en béisbol. Fue la primera persona de India en jugar béisbol en las ligas profesionales. Su trayectoria fue plasmada en la película Million Dollar Arm de 2014, que narra su paso a las grandes ligas de béisbol.

## Primeros años
Rinku Singh nació el 8 de agosto de 1988 en Lucknow, India. Hijo de un conductor de camiones en una aldea rural de Bhadohi, él y sus ocho hermanos vivían con su familia en una casa de un solo cuarto. De niño jugaba críquet y practicaba el lanzamiento de jabalina, ganando una medalla nacional juvenil en este deporte.
A inicios de 2008 entró al programa de telerrealidad The million Dollar Arm. El concurso fue creado por el agente deportivo J. B. Berntein y sus socios Ash Vasudevan y Will Chang con la intención de encontrar a la persona de India que pudiera hacer los lanzamientos de béisbol más rápidos y precisos. Aunque Singh nunca antes había escuchado de este deporte logró ganar contra más de 37 mil participantes al realizar un lanzamiento de 140 kilómetros por hora (87 millas por hora) y obteniendo el premio mayor del concurso de $100,000 dólares estadounidenses.
Después de ganar el concurso, Singh y Dinesh Patel —quién había obtenido el segundo lugar— viajaron a Los Ángeles para ser entrenados en la Universidad del Sur de California por Tom House, quién también se había encargado de Nolan Ryan y Randy Johnson con anterioridad. En su primer día en los Estados Unidos los dos asistieron por primera vez a un partido de béisbol y a la vez que aprendieron el deporte tuvieron que aprender a hablar inglés.

## Carrera como beisbolista profesional
Singh hizo pruebas para varios equipos de las Grandes Ligas de Béisbol en noviembre de 2008, llegando a realizar un lanzamiento de 148 kilómetros por hora (92 millas por hora). Los informes de los observadores de los Pittsburgh Pirates Joe Ferrone y Sean Campbell llevaron al gerente general del equipo, Neal Huntington, a ofrecerle un contrato a él y a Dinesh —quién había hecho pruebas en paralelo—. Con la firma del acuerdo los dos jugadores se convirtieron en los primeros deportistas indios en formar parte de las Grandes Ligas de Béisbol de Estados Unidos. Entre ambos recibieron un bono de $8,000 dólares. Después de ser entrenados los dos regresaron a India a visitar a sus familias antes de viajar al campo de entrenamiento de los Pittsburgh Pirates en Bradenton, Florida. Ambos iniciaron la temporada de 2009 con la liga filial de los Pittsburgh Pirates, los Gulf Coast League Pirates.
El 4 de julio de 2009 Singh se convirtió en el primer jugador de India en participar en un partido de béisbol profesional de Estados Unidos al lanzar la séptima entrada, mientras que Dinesh Patel realizó la octava. El 13 de julio ganó su primer partido profesional al ponchar al único bateador al que se enfrentó. Terminó la temporada con un registro de 1-2 y una efectividad de 5.84 en 11 juegos, permitiéndole una carrera y tres hist en sus últimos seis partidos.
Singh logró un registro de 2-0 y una efectividad de 2.61 en 13 partidos con los Gulf Coast League Pirates en 2010. A finales de agosto fue ascendido a la clase A de la filial los Pittsburgh Pirates, los State Collage Spikes. El 24 de mayo de 2010 se reunió con el presidente Barack Obama en la Casa Blanca con motivo de la celebración del mes del patrimonio. Singh jugó para el equipo de béisbol de la liga australiana Canberra Cavalry en su competencia inaugural de la temporada 2010-2011, con un registro de 1-0 y una efectividad de 3.94 en 16 entradas.
Singh abrió la temporada de 2011 del Dominican Summer League. Lanzó en ocho partidos entre la Gulf Coast League y la New York-Penn League. Regresó a la liga de béisbol de Australia para la temporada 2011-2012 con el equipo Adelaide Bite. Fue parte del equipo World All-Star del juego 2011 Australian Baseball League All-Star Game. En 2012 logró un récord personal de 72 entradas en 39 partidos, con un registro de 3-1 y ponchando a 65 bateadores.
Singh se perdió la temporada de 2013 debido a estar lesionado, pero en 2014 fue invitado a los entrenamientos de primavera de los Pittsburgh Pirates. También se perdió la temporada de 2014 debido a un proceso quirúrgico en el codo. Igualmente fue incapaz de participar de la temporada de 2015 por una fractura de codo.

## Carrera como luchador profesional
El 13 de enero de 2018, Singh firmó un contrato con la WWE. El 31 de mayo del mismo año hizo su debut en el ring en un evento en vivo de NXT donde fue derrotado por Kassius Ohno.
Singh hizo su debut oficial en NXT en el episodio del 25 de marzo de 2019, junto con Saurav Gurjar atacó a Matt Riddle, estableciéndose como un heel.
En el Main Event emitido el 28 de octubre, derrotó a Jaxson Ryker.
Debido al Draft, Veer se quedó en Raw, mientras que Jinder Mahal y Shanky fueron enviados a SmackDown, siendo desvinculado del equipo. En noviembre de 2021, se anunció una nueva promo donde su nuevo nombre sería Veer Mahaan, y su debut sería pronto. Después de varios meses de promocionar su nuevo personaje, finalmente se anunció que su debut sería en el Raw después de WrestleMania. El 4 de abril en Raw, Mahaan debutó atacando a The Mysterios (Rey & Dominik), principalmente a Dominik. El 11 de abril en Raw, tuvo su primera lucha oficial derrotando rápidamente a Dominik Mysterio, a quien dejó lesionado. En el episodio del 4 de octubre de NXT, Mahaan regresó a la marca de desarrollo, provocando una reunión con su excompañero de equipo Saurav, ahora conocido como Sanga.
El 20 de abril de 2024, Mahaan dio a conocer que había sido liberado de su contrato por WWE.

## Cine
La historia de Patel y Singh fue adaptada para el cine por Walt Disney Pictures bajo el título de Million Dollar Arm, en que Rinku Singh fue representado por Suraj Sharma. Anteriormente Columbia Pictures había adquirido los derechos para adaptar la historia para un largometraje en 2009, sin embargo el proyecto se estancó y al final los productores Joe Roth y Marcos Ciardi acordaron realizar la película para Walt Disney Pictures.